# Оланчо
Ола́нчо (исп. Olancho) — один из 18 департаментов Гондураса. Является самым большим по площади и гондурасцы часто замечают, что департамент больше, чем соседняя республика Сальвадор. Граничит с департаментами: Эль-Параисо, Франсиско Морасан, Йоро, Колон, Грасьяс-а-Дьос и государством Никарагуа.
Административный центр — город Хутикальпа.
Площадь — 24 351 км².
Население — 520 100 чел. (2011)

## География
На западе и севере департамента возвышаются горы Сьерра-де-Агальта, Монада-де-Тамбладеро и Монада-де-Ботадеро, покрытые обширными сосновыми лесами. Центральную часть занимают равнины, иногда называемые пампасами из-за их сходства с аргентинскими равнинами. В этих местах расположены главные города: Хутикальпа и Катакамас. Восточная часть покрыта тропическими лесами. В бассейне реки Рио-Платана, на границе с департаментами Колон и Грасиас-а-Диос находится национальный парк Рио-Платано. Парк признан всемирным наследием ЮНЕСКО.

## Муниципалитеты

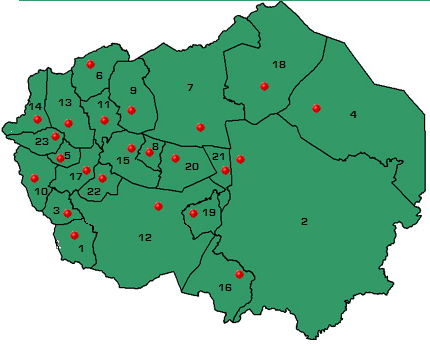
Административная карта департамента Оланчо

В административном отношении департамент подразделяется на 23 муниципалитета:
1. Гуарисама
2. Гуайапе
3. Гуата
4. Гуалако
5. Дулсе Номбре-де-Сулми
6. Йокон
7. Кампаменто
8. Катакамас
9. Конкордия
10. Ла-Уньон
11. Мангулиле
12. Манто
13. Патука
14. Салама
15. Сан-Франциско-де-Бесерра
16. Сан-Франциско-де-Ла-Пас
17. Сан-Эстебан
18. Санта Мария-дель-Реаль
19. Силка
20. Хано
21. Хутикальпа
22. Эль-Росарио
23. Эскипулас-дель-Норте